# Гней Ауфидий Орест
Гней Ауфи́дий Оре́ст (лат. Gnaeus Aufidius Orestes; родился около 117 года до н. э. — умер после 71 года до н. э.) — римский политический деятель, консул 71 года до н. э.

## Происхождение
По рождению Гней Ауфидий принадлежал к знатному плебейскому роду Аврелиев. Предположительно его отцом был Луций Аврелий Орест, консул 103 года до н. э., умерший до истечения полномочий, а консул 126 года до н. э., носивший то же имя, приходился ему двоюродным дядей. Юного Аврелия усыновил преторий (бывший претор) Гней Ауфидий, бывший на тот момент глубоким стариком.
Ауфидии были старинным семейством и упоминались в источниках с конца VI века до н. э. В соответствии с классическими правилами римской ономастики, бывший Аврелий должен был получить имя Гней Ауфидий Аврелиан, но он предпочёл вариант Гней Ауфидий Орест — по-видимому, чтобы отличаться от других Аврелиев и не остаться без когномена.

## Биография
Рождение будущего Гнея Ауфидия исследователи относят предположительно к 117 году до н. э., исходя из хронологии его движения по cursus honorum. В начале своей карьеры Орест баллотировался в народные трибуны, но потерпел поражение на выборах (датировок нет). Тем не менее его карьера продолжилась: в год консулата Мамерка Эмилия Лепида Ливиана (то есть в 77 году до н. э.) он получил претуру. Это был самый престижный в коллегии пост городского претора (praetor urbanus). В связи с этой должностью Орест упоминается в источниках только один раз: он одобрил переход имущества некоего Невия Сурдина по его завещанию к Генуцию, жрецу Матери Богов, но это решение было отменено консулом, объявившим, что евнух Генуций не может считаться ни мужчиной, ни женщиной.
В 71 году до н. э. Гней Ауфидий стал консулом совместно с патрицием Публием Корнелием Лентулом Сурой. Именно тогда Рим боролся с восстанием Спартака, но Орест в этой войне не участвовал: командование принадлежало пропретору Марку Лицинию Крассу и проконсулу Гнею Помпею Великому. Он только упоминается в качестве консула в нескольких поздних источниках, а после 71 года до н. э. не упоминается вообще.
Марк Туллий Цицерон сообщает, что на каком-то этапе своей карьеры Орест добился «большого почёта», организовав бесплатную раздачу угощения для народа на улицах Рима.

## В художественной литературе
Гней Ауфидий изображён в историческом романе Рафаэлло Джованьоли «Спартак» (1874 год) под именем Гай Анфидий Орест как «человек лет сорока пяти, весьма опытный в военном деле». По словам автора, он «много лет был трибуном, три года квестором и во время диктатуры Суллы уже избирался претором. Его храбрость, ум и прозорливость снискали ему широкую известность и расположение как среди плебеев, так и в сенате».